# كريستيان كابيك
كريستيان كابيك (بالألمانية: Christian Cappek)‏ (25 يوليو 1990 في ألمانيا - ) هو لاعب كرة قدم ألماني في مركز الهجوم. لعب مع إرتسغيبيرغه آوه وفيهين فيسبادن وكيكرز أوفنباخ وكيمنتزر وSV Wacker Burghausen ‏ وFC Augsburg II ‏.

## وصلات خارجية
- كريستيان كابيك على موقع قاعدة بيانات كرة القدم.إي يو (الإنجليزية)
- كريستيان كابيك على موقع بيانات كرة القدم. دي إي (الألمانية)
- كريستيان كابيك على موقع عالم كرة القدم.نت (الإنجليزية)